# Римская стена (София)
Римская стена (болг. Римска стена) — популярное, но вводящее в заблуждение название памятника архитектуры ранней османской эпохи в Софии, столице Болгарии. Представляя собой часть исламского религиозного здания XVI или XVII века, ныне этот памятник находится посреди небольшого рынка в районе Лозенец.

## История и архитектура
Римская стена представляет собой прямоугольное сооружение из прямых рядов кирпича и камней. Она является ярким примером отличительного османского строительного метода, заключавшегося в окружении больших огранённых камней рядами кирпичей. Стена по длине вытянута в направлении восток-запад. Она имеет два окна с нишей (михрабом) между ними, зубчатый кирпичный карниз служит украшением её верхней части.
Римская стена была построена в XVI или XVII веке, во времена османской Болгарии. Точное её изначальное назначение неизвестно, хотя наиболее вероятным является предположение, что она выполняла исламскую религиозную функцию. Стена может быть либо сохранившейся частью гробницы выдающегося османа, либо частью намазгаха, религиозного сооружения под открытым небом, где имам совершал молитву за тех, кто отправлялся в хадж.
К концу XIX века, после восстановления независимости Болгарии в 1878 году, Римская стена осталась единственным памятником на заброшенном турецком кладбище. В 1957 году она была реконструирована и внесена в список памятников культуры Болгарии.
Ныне памятник располагается в районе Лозенец, на улице Старая Стена, недалеко от бульвара Христо Смирненского. Вокруг него работает небольшой рынок, носящий название Римская стена. Кроме того, каждую субботу здесь же проходит фермерская ярмарка, также известная как «Римская стена».